# Падуя (провинция)
Па́дуя (также Па́дова; итал. Provincia di Padova, вен. Provincia de Padoa) — провинция в Италии, в области Венето, со столицей в городе Падуя.

## География
Самая густонаселенная провинция в Венеции с площадью 2,142 км² и населением 920895 человек (на 2012 год). Состоит из 104 коммун.

## История
Административная единица на территории в границах близких к современным существовала со времен Венецианской республики. Теперешняя провинция восходит напрямую к административному делению Ломбардо-Венецианского королевства. Границы епархии не совпадают с границами провинции, они проходят вдоль линии проповеди монахов-бенедиктинцев из Аббатства Святой Иустины.

## Объекты всемирного наследия на территории провинции
Ботанический сад Падуи, учреждённый в 1545 году решением Венецианского Сената с целью выращивания «лечебных трав» для медицинского факультета Падуанского университета и занесён в 1997 году как «прототип всех ботанических садов» в число памятников Всемирного наследия ЮНЕСКО.